# Inlärd hjälplöshet

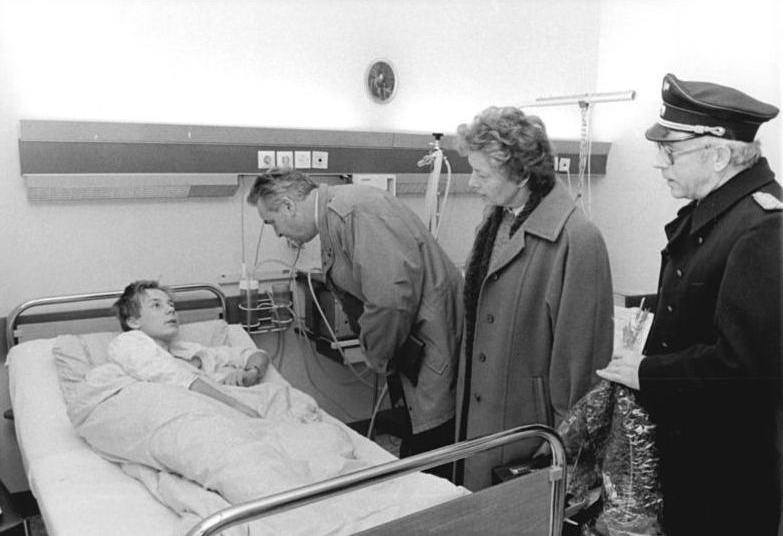
Föräldrar till barn som har obotliga och allvarliga sjukdomar, kan uppleva det som att det inte är någon idé att göra något, de är maktlösa inför situationen och ger upp. Detta en form av inlärd hjälplöshet, som beror på att utgången av en situation är bortom ens kontroll och oförutsägbar.

Inlärd hjälplöshet är en term inom psykologin som betecknar ett apatiskt tillstånd av vanmakt som beror på att individen utsatts för oförutsägbara eller okontrollerbara konsekvenser. Det anses ligga till grund för flera psykiska tillstånd.
Termen "inlärd hjälplöshet" myntades 1967 av Martin Seligman i anslutning till ett psykologiskt experiment på hundar och råttor. Experimentet gick till så att djuren hade två knappar. Om de tryckte på en knapp fick de mat och tryckte de på fel knapp fick de en elektrisk stöt. Djuren lärde sig snart vilken knapp som gav vilken följd, men då bytte försöksledarna knapp. Det visade sig att djuren till slut blev apatiska av att inte kunna förutse vilken knapp som gav vilken respons, och föredrog att svälta sig till döds. Samma beteende uppvisade försöksdjuren av att inte kunna förutse hur de kunde undvika en chock eller undkomma den. Hos människor förekommer samma responser på att inte kunna förutse sådana följder, och kallas då inlärd hjälplöshet.
Inlärd hjälplöshet kan både uppkomma när individen anser sig sakna förmåga att lösa akuta problem, och när problemen i sig är olösbara. Det senare, universell hjälplöshet, kan uppkomma till exempel när ens barn drabbats av en obotlig sjukdom, vilket kan orsaka depressioner och uppgivenhet. Det förra, personlig hjälplöshet, kan till exempel uppkomma när en person inser att den saknar begåvningen som krävs för att få bra betyg i skolan, vilket kan leda till att personen ger upp studierna.
Sådan oförmåga att undkomma negativa händelser eller konsekvenser leder till nedstämdhet. Men när det handlar om att inte kunna förutse när positiva händelser uppkommer reagerar inte individen med depression, däremot störs motivationen och kognitionen, och personen blir likaså apatisk. Ett sådant fall kan vara att inte få klara regler för vinst vid en tävling, eller att omgivningen reagerar med likgiltighet när man försöker glädja dem.
Den inlärda hjälplösheten kan vara generell (kronisk) eller specifik (tillfällig). Global hjälplöshet kan till exempel uppkomma vid arbetslöshet, som kan få individer att drabbas av anhedoni, likgiltighet inför familj med mera, det vill säga att personen drabbas av en total apati inför praktiskt taget hela livet. Om tillståndet består kan det kallas kroniskt.
Inlärd hjälplöshet kan leda till att den drabbade individen använder försvarsmekanismer inför vad som triggar igång tillståndet, till exempel genom att en person som alltid mobbas tror att det beror på att dennes intelligens är frånstötande eller det finns någon särskild mobbande sinnesstämning hos dem som mobbar. Oavsett om personen ser problemet i sig själv eller i omgivningen, kan förklaringen vara mer eller mindre stabil (verklighetsförankrad). Förklaringen påverkar reaktionen och graden av inlärd hjälplöshet.

## Termen i samhällsdebatten
I debatten används termen i vidare bemärkelse om miljöer där människors naturliga initiativkraft har försvagats på grund av till exempel patriarkaliskt eller auktoritärt styre, till exempel i svenska bruksmiljöer och i det forna DDR.